# Per un pugno di dollari
Per un pugno di dollari (tiếng Anh: A Fistful of Dollars; tiếng Ý: Per un pugno di dollari) là một bộ phim viễn tây kiểu Ý do đạo diễn Sergio Leone sản xuất năm 1964.

## Lịch sử
Phim với có sự tham gia diễn xuất của các diễn viên Clint Eastwood, Gian Maria Volonté, Marianne Koch, Wolfgang Lukschy, Sieghardt Rupp, José Calvo, Antonio Prieto, Joseph Egger,... "Một nắm đô la" phát hành tại Ý vào năm 1964, tại Hoa Kỳ vào năm 1967. Nó là phần đầu tiên trong bộ ba phim cao bồi nổi tiếng của đạo diễn Sergio Leone (Dollar Trilogy). Bộ ba phim này tuy được sản xuất từ năm 1964 đến năm 1966 nhưng vẫn được coi là những phim nằm trong số các phim xuất sắc nhất về đề tài miền Tây nước Mỹ. Hai phần tiếp theo của nó (tuy nội dung hoàn toàn độc lập) là Thêm vài đô la nữa (For a Few Dollars More) và Thiện, ác, tà (The Good, the Bad and the Ugly) cũng với sự tham gia Eastwood.

## Nội dung
Một gã lạ mặt đến San Miguel, một thị trấn biên giới nhỏ của Mexico. Silvanito, chủ quán trọ nói với Gã lạ mặt về mối thù gay gắt giữa hai gia đình đang tranh giành quyền kiểm soát thị trấn này. Một là anh em nhà Rojo, bao gồm Don Miguel (anh cả), Esteban (cứng đầu nhất), và Ramón (có năng lực và thông minh nhất), hai là gia đình John Baxter, cảnh sát trưởng thị trấn. Gã lạ mặt quyết định nhân cơ hội này kiếm "một nắm đô la" ở thị trấn này.

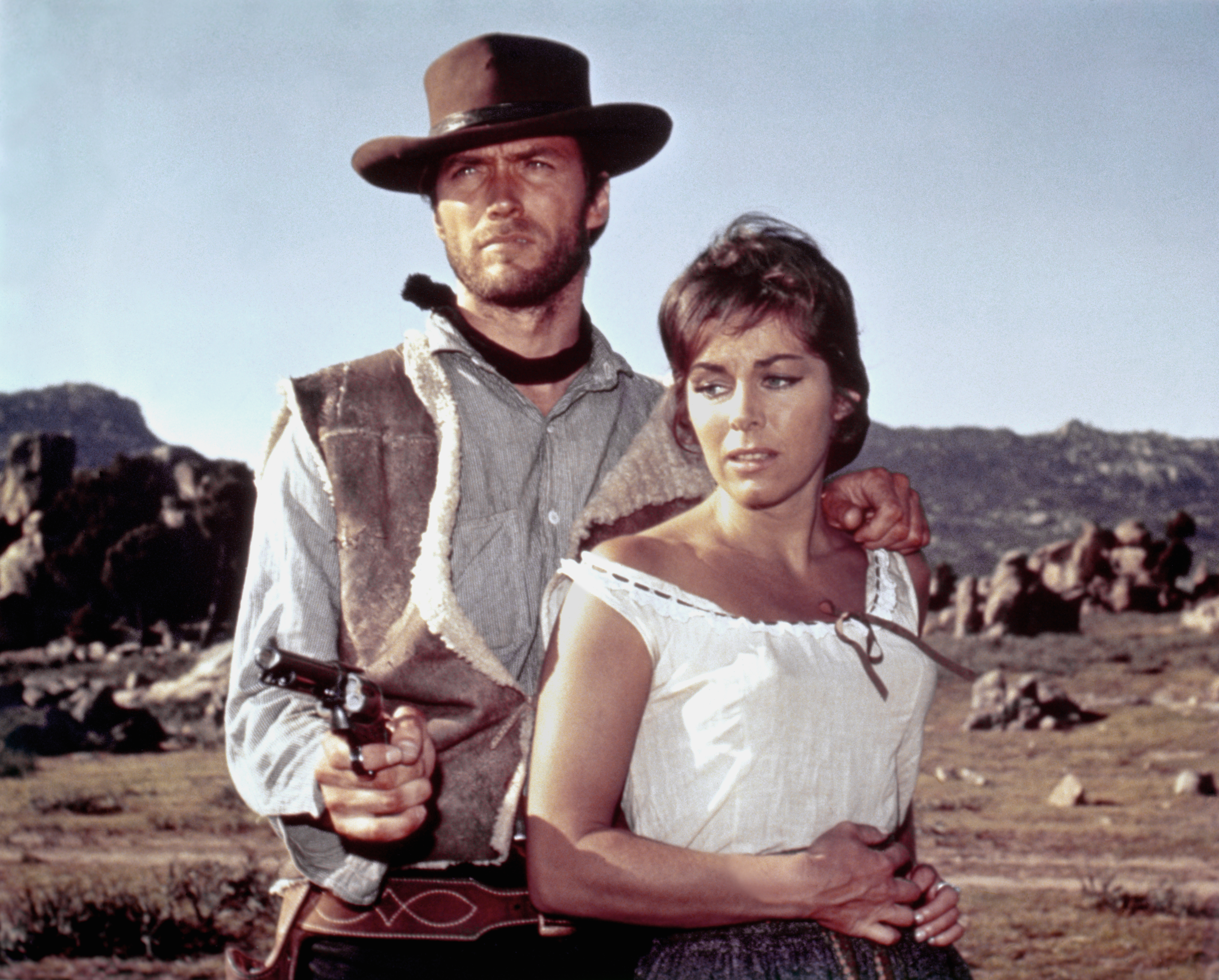
Clint Eastwood và Marianne Koch trong phim

Cơ hội đến khi có một đội binh sĩ Mexico đi ngang qua thị trấn, nghi ngờ rằng họ đang chở vàng và có mục đích nào đó, Gã lạ mặt cùng với ông chủ nhà trọ Silvanito đi theo dõi họ. Hai người đã phát hiện ra đội binh sĩ Mexico này định dùng số vàng đó để mua một số vũ khí hiện đại của quân đội Mỹ. Nhưng những kẻ bán vũ khí cho họ đã bị Ramon Rojo giết chết hết, hắn và người của hắn giả trang thành những kẻ này rồi tiêu diệt toàn bộ đội binh sĩ Mexico, cướp toàn bộ số vàng.
Gã lạ mặt đem hai cái xác lính đặt ở nghĩa trang gần đó, sắp đặt để họ trông như còn sống. Sau đó gã bán thông tin cho cả hai bên rằng có hai binh sĩ Mexico sống sót sau cuộc tấn công. Cả hai bên đều đua đến nghĩa trang, phe Baxters muốn đưa họ về để làm bằng chứng tố cáo nhà Rojo, còn phe Rojos thì muốn thủ tiêu để bịt miệng họ. Trong khi 2 phe đang đấu súng khốc liệt với nhau ngoài nghĩa trang, Gã lạ mặt đột nhập vào nhà Rojo và tìm thấy số vàng bị cướp. Nhưng một sự cố đã xảy ra, gã vô tình đánh ngất một phụ nữ lạ mặt (mà gã tưởng là một người đàn ông nhà Rojo). Gã buộc phải cứu người phụ nữ này (tên là Marisol), đưa cô đến nhà Baxter để giúp cô hồi phục.
Nhà Baxter đã dùng Marisol để trao đổi lấy Antonio, đứa con trai của họ bị bắt trong cuộc đấu ở nghĩa trang. Sáng hôm sau, cuộc trao đổi diễn ra, Gã lạ mặt được chủ quán trọ Silvanito cho biết câu chuyện của Marisol. Chồng cô bị Ramon Rojo vu oan là chơi bài gian lận, hắn lấy cớ đó buộc Marisol phải theo hắn, nếu không hắn giết con trai họ. Đêm đó Gã lạ mặt giải thoát cho gia đình Marisol và làm như thể nó đã bị tấn công bởi nhà Baxters, sau đó cho họ một số tiền và giúp họ chạy xa khỏi thị trấn.
Nào ngờ, Ramón biết tỏng mình bị lừa nên bắt được Gã lạ mặt và "hội đồng"  gã hòng tìm Marisol và giải quyết chồng con cô. Vì để ý các thùng rượu từ trước, gã giết hai kẻ thân tín của Ramón ngay hôm sau và bỏ trốn khá kịch tính. Quá tức giận, Ramón lệnh lục soát cả San Miguel, tìm đến Silvanito để đánh đập, tra khảo và giữ ông ta lại. Nhân cớ tìm người, Ramon phóng hỏa và bắn chết cả nhà Baxter "không chút thương tiếc". Biết hắn không để ý đến ông già nhà đòn, gã trốn vào hòm và thấy hết những tội ác của Ramón với người bạn mới quen và nhà Baxter, hối hận và lập mưu trả thù...

## Diễn viên

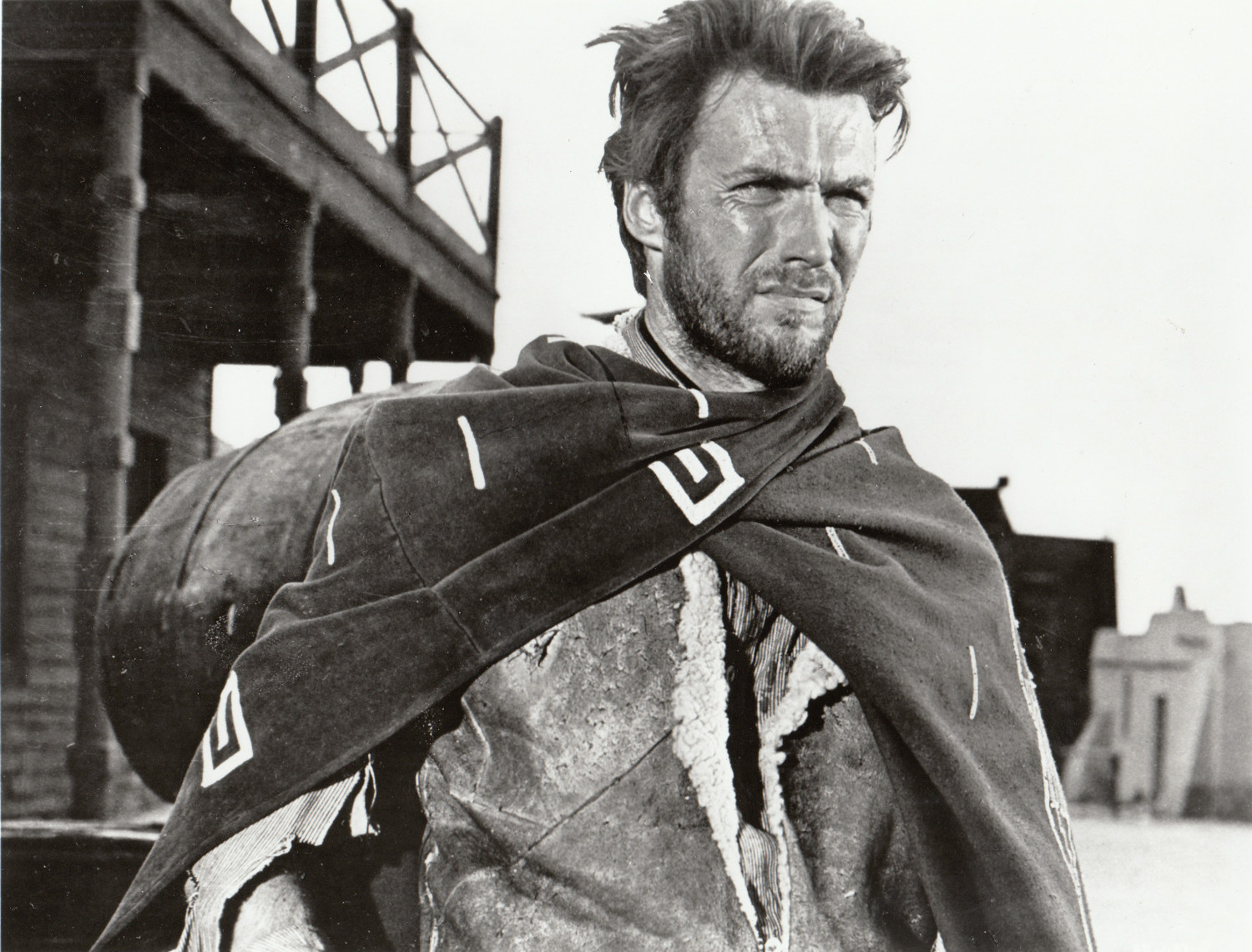
Clint Eastwood trong phim

- Clint Eastwood vai Gã vô danh (The Man with No Name)
- Gian Maria Volonté vai Ramón Rojo
- Marianne Koch vai Marisol
- Antonio Prieto vai Don Miguel Benito Rojo
- Sieghardt Rupp vai Esteban Rojo
- Wolfgang Lukschy cảnh sát trường John Baxter
- Margarita Lozano vai Donna Consuelo Baxter
- Daniel Martín vai Julián

## Sách
- Hughes, Howard (2009). Aim for the Heart. London: I.B. Tauris. ISBN 9781845119027.
- Munn, Michael (1992). Clint Eastwood: Hollywood's Loner. London: Robson Books. ISBN 086051790x Kiểm tra giá trị |isbn=: ký tự không hợp lệ (trợ giúp).